# Валентій Гербурт
Валентій Гербурт (лат. Valentinus Herborth, пол. Walenty Herburt; 1524 — 7 липня, 1572, Фельштин)  — перемишльський єпископ РКЦ.

## Життєпис
Народився, правдоподібно, 15 жовтня у Фельштині (нині село Скелівка Старосамбірського району Львівської области, Україна). Походив з роду Гербуртів. Один з п'яти синів перемиського підкоморія Яна Гербурта та Ядвіги Хвалівни з Пелнятичів.
Його «прецептором» був Шимон Маріцюш, якого Пйотр Кміта разом з братами у квітні 1544 р. вислав до Італії. Ймовірно, якийсь час був у Льовені, Бельгії. У 1544 р. став каноніком краківським, з 1548 р. пробощем капітули Перемишля; отримав латинські парафії в Щебрешині (Холмська дієцезія), Єжманові (Краківська дієцезія). У 1551 р.: разом з братами був товаришем Станіслава Оріховського на сейм Пйотркувський; був послом до Пйотра Кміти у відомій справі вигнання оо. паулінів з Піньчува канцлером З. Олесьніцким. У 1558 р. отримав звільнення від сплат мостових податків і мита. У 1559 р. став адміністратором Перемиської дієцезії після смерти єпископа Дзядуского. У 1560 р. отримав від короля Перемиське єпископство РКЦ (підтвердила 4 вересня папська консисторія), 15 жовтня став ординарієм. 2 березня 1561 р. брав участь у Варшавському синоді.

Надгробок єпископа Валентія Гербурта в костелі святого Мартина. Стан до 1914

Провів обряд консекрації львівського латинського архиєпископа Павла Тарла, призначеного та затвердженого Папою на посаду в 1561 році. 1566 р. брав участь у сеймику у Судовій Вишні. Був послом до ВКЛ стосовно унії з Короною (місія невдала). На сеймі 1569 р. боронив справи Костелу.
1564 р. видав наказ, за яким простолюдини, які мають ступінь доктора, мали право бути обраними членами капітули, як і шляхтичі. 15 січня 1564 р. видав ухвалу про примусове перебування каноніків при катедрі. У 1571 р. дав згоду заснувати колегію єзуїтів в Ярославі (фундація Зофії з Одровонжів Тарновскої).
Помер 27 липня 1572 р. в Більську під час подорожі на Підляшшя, коли з нунцієм Коммендоне хотіли переконати короля вступити до антитурецької ліги. Був похований у Фельштині. Залишив після себе шерег листів. За Естрайхером, він був автором твору: «пол. Rozprawa przygody starego żołnierza». Значну бібліотеку з інкунабул подарував Перемиській катедрі.
У костелі святого Мартина в дідичному Фельштині був надгробок єпископа.